# Phaseolus brevicalyx
Phaseolus brevicalyx är en ärtväxtart som beskrevs av Marc Micheli. Phaseolus brevicalyx ingår i släktet bönor, och familjen ärtväxter. Inga underarter finns listade i Catalogue of Life.